# 대한민국 검찰시민위원회
검찰시민위원회(檢察市民委員會)는 대한민국 검찰의 기소독점주의의 폐해를 견제하기 위해 미국의 대배심과 일본 검찰심사회를 참고하여 신설한 위원회이다. 위원회의 결정은 구속력은 없고 권고적 효력만 있다.
2010년 검사 성접대 사건 이후 실추된 검찰 위상과 신뢰를 회복하기 위해, 2010년 6월 11일 김준규 검찰총장은 전국 1700여명의 검사가 참석한 전국 검사 영상회의를 열고, 검찰시민위원회 도입을 논의, 확정했다. 검찰시민위원회는 결정에 구속력이 인정되는 기소배심제도가 도입되기 전까지 운영된다.
서울중앙지검 검찰시민위원회는 2010년 8월 발족하였고, 국민대 법대 안경봉 학장을 위원장으로 자영업자와 택시기사, 전직 교사 등 모두 9명의 위원으로 구성되어 있다. 검사의 요청에 따라 사회적 관심이 집중된 사건 등을 심의하여 기소 여부에 대한 의견을 제시한다. 검사가 시민위원회 개최를 위원장에게 통보하면 9명의 시민위원이 서울중앙지검 6층 회의실에서 토론을 거쳐 기소하는 것이 적절한지를 판단한다.

## 외국의 사례

### 미국
미국의 대배심(Grand jury) 제도는 수정헌법 제5조에 규정된 것으로서, 일반 국민이 배심원으로 참여해 사형이나 중형이 내려질 범죄에 대해서 검찰의 기소의견을 배심원들이 심리해 기소여부를 최종적으로 결정한다. 결정은 구속력이 있다.

### 일본
일본 검찰심사회는 1948년에 미국의 대배심 제도를 참고해서 도입되었으나, 결정은 권고적 효력만 있었다. 2009년에서야 검찰심사회의 기소 결정에 대한 구속력이 생겨, 검사의 불기소처분에 대한 사후통제장치의 역할을 맡고 있다.

## 같이 보기
- 대배심
- 기소독점주의
- 2010년 검사 성접대 사건
- 일본 검찰심사회